# NGC 1708
NGC 1708 — рассеянное скопление в созвездии Жирафа. Скопление открыто Джоном Гершелем в 1831 году. Описание Дрейера: «крупное, довольно богатое звёздами и плотное скопление, содержит крупные и мелкие звёзды». Объект входит в число перечисленных в оригинальной редакции «Нового общего каталога». 
Возраст скопления составляет около 570 миллионов лет, металличность [Fe/H] = −0,097 (около 86 % солнечной) или, по другим данным, 80 % солнечной.
Лучевая скорость скопления по отношению к Солнцу составляет +7,20 ± 0,87 км/с, расстояние 600...630 пк. Собственное движение по прямому восхождению +0,276 ± 0,148 миллисекунд/год, по склонению −1,360 ± 0,128 миллисекунд/год.